# Топлічень
Топлічень, Топлічені (рум. Topliceni) — село у повіті Бузеу в Румунії. Адміністративний центр комуни Топлічень.
Село розташоване на відстані 137 км на північний схід від Бухареста, 385 км на північний схід від Бузеу, 29 км на захід від Галаца, 11 км на схід від Брашова.
Тут класно)

## Населення)
За даними перепису населення 2002 року у селі проживали 1229 осіб. Рідною мовою 1228 осіб (99,9%) назвали румунську.
Національний склад населення села:
| Національність | Кількість осіб | Відсоток |
| -------------- | -------------- | -------- |
| румуни         | 1222           | 99,4%    |
| цигани         | 6              | 0,5%     |